# Operação Carcinoma
Operação Carcinoma é uma investigação em andamento da Polícia Militar do Estado de Minas Gerais e Polícia Civil do Estado de Minas Gerais investigando administradores da Associação de Assistência às Pessoas com Câncer em alguns municípios de Minas Gerais por desvio de dinheiro. A primeira fase ocorreu em 9 de agosto de 2016 com oito prisões e 22 mandados de busca e apreensão.
Em 17 de agosto de 2016, na segunda fase da operação, três pessoas foram presas em Ipatinga e Governador Valadares.
A investigação apura os crimes de prática de apropriação indébita, estelionato, associação criminosa, organização criminosa, lavagem de dinheiro, peculato, crime contra a economia popular e delitos tributários, sob a modalidade de obtenção de ganhos ilícitos em detrimento da população.